# Tenshi ni Naritai
«Tenshi ni Naritai» (天使 に なりたい?) es el cuarto sencillo de la cantante y seiyū japonesa Megumi Nakajima, pero el primero que no es representado por un personaje de anime lanzado al mercado el día 28 de enero del año 2009.

## Detalles
Antes del lanzamiento oficial, se difundieron a través de descargas digitales las canciones Tenshi ni Naritai, Pine y Be Myself en las tiendas Mora de Japón, ya que Tenshi ni Naritai fue el más solicitado, fue escogido para estar en el lado A del sencillo y las demás canciones ocuparon el lado B. Cuando el sencillo fue oficialmente lanzado contenía una canción que no había sido promocionada anteriormente y era (Kari) Dajare no Outa.
La controversia de Be Myself fue en diciembre de 2008, cuando Megumi, lanzó el video promocional de la canción con la coreografía de esta en la página Nico Nico Douga, donde recibió severas críticas de los usuarios, causando que removiese el video, sin embargo, esta canción y su coreografía se volvieron muy populares entre las demás personas, siendo imitado por muchas.
Tenshi ni Naritai, fue utilizada para la adaptación del drama Daisuki! Itsutsugo.
Las canciones Be Myself y Tenshi ni Naritai fueron incluidas en el álbum  I love you lanzado el 2010.
Lista de canciones (VTCL-35060)

| N.º   | Título                                        | Letras   | Música                        | Arreglos           | Duración |  |
| 1.    | «Tenshi ni Naritai (天使になりたい?)»         | Haruyuki | Shigenaga Ryousuke            | Ryo                | 4:28     |  |
| 2.    | «Be MYSELF»                                   | Haruyuki | Fujisawa Yoshimasa            | Fujisawa Yoshimasa | 4:50     |  |
| 3.    | «Pine (パイン?)»                              | Haruyuki | Haruyuki                      | Keita Kawaguchi    | 4:17     |  |
| 4.    | «(Kari) Dajare no Outa ((仮)ダジャレのお歌?)» | MaluMalu | Hideo Akari, Minoriko Okamoto | Koji Miyashita     | 4:54     |  |
| 18:29 |                                               |          |                               |                    |          |  |